# Эрике, Ельцин
Ельцин Эрнан Эрике Вильигуа (исп. Yeltzin Hernán Erique Villigua; род. 27 марта 2003, Santa Ana Canton, Манаби) — эквадорский футболист, защитник клуба ЛДУ Кито.

## Клубная карьера
Ельцин начал профессиональную карьеру в клубе ЛДУ Кито. 3 декабря 2023 года в матче против «Мушук Руна» он дебютировал в эквадорской Примере. В своём дебютном сезоне игрок помог клубу выиграть чемпионат и завоевать Южноамериканский кубок.

## Международная карьера
В 2023 году в составе молодёжной сборной Эквадора Эрике принял участие в молодёжном чемпионате Южной Америки в Колумбии. На турнире он сыграл в матчах против сборных Боливии, Бразилии, Чили, Колумбии, Парагвая, а также дважды против Венесуэлы и Уругвая.
В том же году Эрике принял участие в молодёжном чемпионате мира в Аргентине. На турнире он сыграл в матче против команды Фиджи.

## Достижения
Клубные
 ЛДУ Кито
- Победитель эквадорской Лиги Про — 2023
- Обладатель Южноамериканского кубка — 2023